# Prelucă
Prelucă falu Romániában, Erdélyben, Fehér megyében. Közigazgatásilag Aranyosfő községhez tartozik.
A szétszórt házakból álló falu a község északnyugati részén helyezkedik el, a Bihar-hegységben, az Aranyosfői-jégbarlang körüli turisztikai zónában. Gépkocsival nehezen megközelíthető. A faluban 26 ház áll, 28 lakással, ezek többsége a második világháború után épült. A faluban 2011-ben még nem volt vezetékes víz. A falun keresztül vezet a sárga sávval jelölt turistaút Fehérvölgy és Moara lui Ivan között. Javaslat született a Prelucă és Trânceşti között elhelyezkedő Poiana Morii nevű terület védetté nyilvánítására.
Az 1956-os népszámlálás előtt Sfoartea része volt. 1956-ban 203, 1966-ban 169, 1977-ben 130, 1992-ben 100, 2002-ben 78 román lakosa volt.